# Sfida alla legge
Sfida alla legge (Dakota Lil) è un film del 1950 diretto da Lesley Selander.
È un film western statunitense con George Montgomery, Rod Cameron e Marie Windsor.

## Produzione
Il film, diretto da Lesley Selander su una sceneggiatura di Maurice Geraghty e un soggetto di Frank Gruber, fu prodotto da Jack Jungmeyer per la Alson Productions e girato nei Republic Studios e a Bridgeport, California, dal 12 agosto al 1º settembre 1949.

## Colonna sonora
- Fantasie-Impromptu, Opus 66 - musica di Frédéric Chopin
- Polonaise in A Flat, Opus 53 - musica di Frédéric Chopin
- Prelude, Opus 28, No. 4 - musica di Frédéric Chopin
- Etude - (Opus 10, No. 4), musica di Frédéric Chopin
- Up in a Balloon - musica di H. B. Farnie, parole di Raoul Kraushaar e Irwin Coster
- Ecstasy - tradizionale, arrangiamento di Raoul Kraushaar, Irwin Coster, parole di Maurice Geraghty e Jack Jungmeyer
- Matamoros - musica di Dimitri Tiomkin, parole di Maurice Geraghty

## Distribuzione
Il film fu distribuito con il titolo Dakota Lil negli Stati Uniti dal 17 febbraio 1950 (première a Los Angeles) al cinema dalla Twentieth Century Fox Film Corporation.
Altre distribuzioni:
- in Svezia il 6 agosto 1951 (Dakota Lil)
- in Germania Ovest il 27 agosto 1953 (Geheimagent in Wildwest)
- in Austria nell'aprile del 1954 (Geheimagent in Wildwest)
- in Turchia nel marzo del 1955 (Dakota'nin belâlisi)
- in Portogallo il 21 gennaio 1957
- in Finlandia il 29 novembre 1957 (Dakota Lil)
- in Danimarca il 22 dicembre 1958
- in Brasile (A Bela Lil)
- in Portogallo (O Buraco na Parede)
- in Grecia (O krinos tou kakou)
- in Italia (Sfida alla legge)